# 0-10 V ljusstyrning
0-10 V är en av de tidigaste och enklaste elektroniska signalsystemen för ljusstyrning; kort sagt, kontrollsignalen är en likspänning (DC) som varierar mellan 0 och 10 volt. Den styrda belysningen bör skala sin utgång så att vid 10 V, används 100% av belysningens potentiella kapacitet, och vid 0 V ska det avge 0 % (d.v.s. ”Av”). Dimmerenheter kan designas så att mellanlägen används på olika sätt för att ge avge ljus som är linjärt gentemot: spänning, faktiskt avgivet ljus, effekt, eller uppfattat ljus.

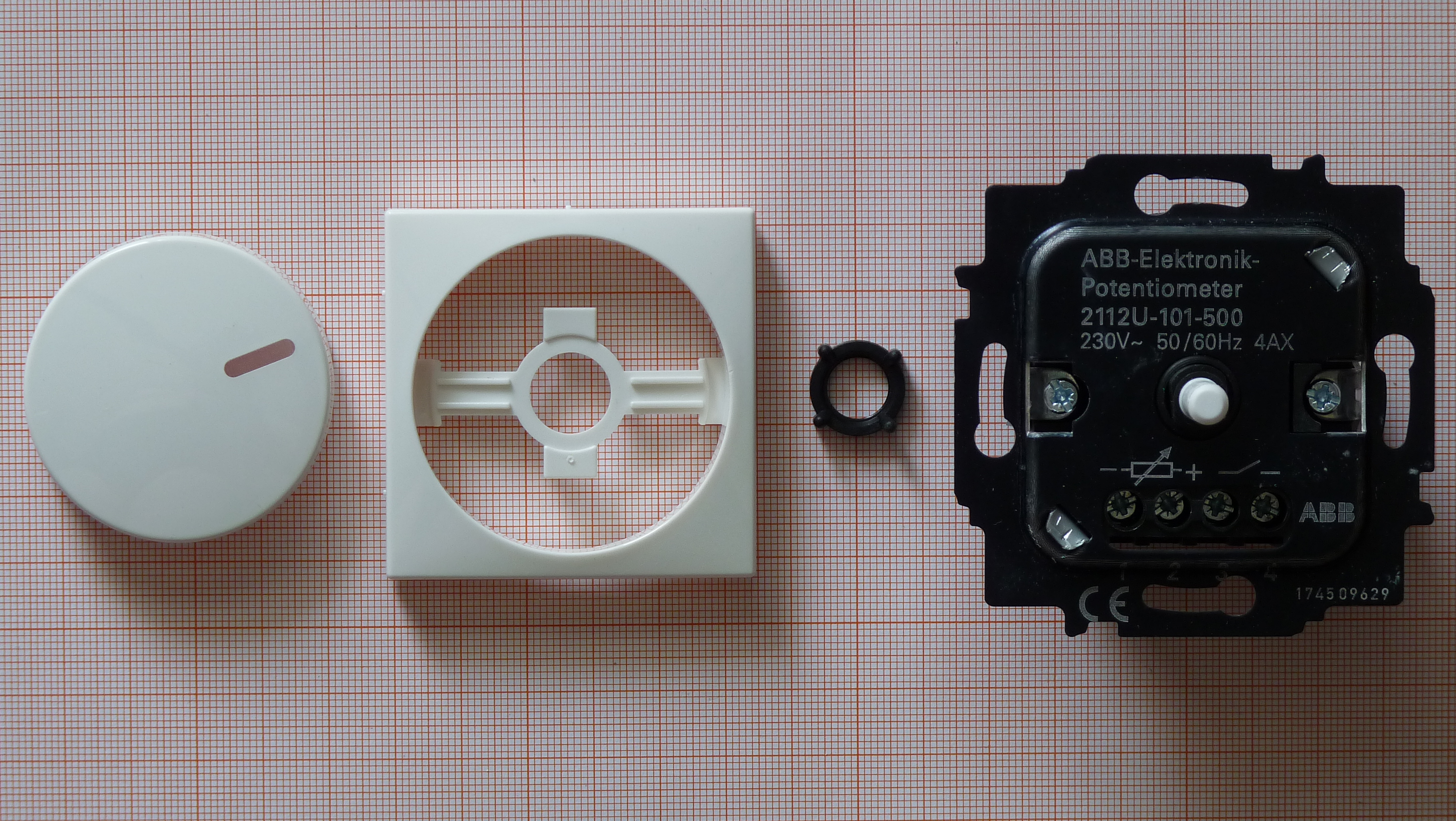
1-10V dimmer

Det finns två variationer på 0 - 10 V system, 0 till -10 V och 0 till +10 V. Trots att dessa är inkompatibla med varandra, implementeras båda systemen i stor omfattning av belysningstillverkare.